# ルルデス・グリエル
ルルデス・グリエル・デルガド（Lourdes Gourriel Delgado, 1957年3月9日 - ）はキューバの野球選手及び野球指導者。現役を退いてからは、ニカラグアの野球チームや、自身がかつて所属していたガジョス・デ・サンクティ・スピリトゥスの監督を歴任している。
ニックネームは「デ・パルマの英雄」。

## 経歴
1976年から1996年まで20年間選手として活躍 。現在でもガジョス・デ・サンクティ・スピリトゥスの記録として破られていない。選手としての成績は、2026安打、打率.323、247本塁打。
アマチュア選手として日本の社会人野球でも活躍。1996年に阿部企業硬式野球部（兵庫県神戸市）に入団。1998年にいすゞ自動車硬式野球部（神奈川県藤沢市）へ移籍。同年の都市対抗野球では「4番・指名打者」として1本塁打を放つなどの活躍でチームを5年振り4度目のベスト8へ導いている。
ワールドポート・トーナメント後に現役を引退し、ガジョス・デ・サンクティ・スピリトゥスの監督に就任。2007年までの7シーズン監督を務める。監督成績は381勝295敗。リーガ・ニカラグエンセ・デ・ベイスボル・プロフェシオナルのブール・インディオズの監督も2シーズン務めた。

## 国際野球大会での活躍
野球キューバ代表として1980年の第26回世界野球選手権と1989年のIBAFインターコンチネンタルカップでの金メダル獲得に大きく貢献し、バルセロナオリンピック（1992年）ではオマール・リナレス、アントニオ・パチェコ、オレステス・キンデラン、ビクトル・メサ、ホセ・デルガドなどらと共にスタメンとして金メダルを獲得するなど、10年以上にわたってキューバ代表チームでプレーする。

## 家族
妻はオルガ・リディア。弟も元ガジョス・デ・サンクティ・スピリトゥス所属の野球選手ルイス・エンリケ・グリエル。バルセロナ大会でのチームメイトのホセ・デルガドは叔父にあたる。24歳の時に生まれた長男はユニエスキ・グリエル、27歳の時に生まれた次男はユリ・グリエル。更に下に息子ルルデス・グリエル・ジュニアがおり、全員が野球選手になっている。